# Sankta Anna katolska kyrka, Nyköping
Sankta Anna kyrka är en romersk-katolsk kyrkobyggnad i Nyköping i Södermanland. Den tillhör Sankta Anna katolska församling i Stockholms katolska stift.

## Kyrkobyggnad
Kyrkan, som ritades av Ulf Zettersten, uppfördes 1988 och invigdes 18 december 1988 av biskop Hubertus Brandenburg. Framför kyrkan anlades samtidigt Nytorget med en springbrunn. En prästgård uppfördes i anslutning till kyrkan.

## Inventarier
- Altarskiva från 1200-talets franciskanerkloster Nyköpings konvent. Den återfanns vid en utgrävning på den gamla klosterplatsen inte långt från Nyköpingshus. Klostret anlades runt 1280 och verkade fram till mitten av 1500-talet.
- I korgolvet ligger två tegelstenar från det gamla franciskanerklostret.